# Décès en avril 1998
Décès
- 1994
- 1995
- 1996
- 1997
- 1998
- 1999
- 2000
- 2001
- 2002

Pour une information complémentaire, voir la page d'aide.

| Date      | Nom                             | Activités                                                                        | Âge | Source |
| --------- | ------------------------------- | -------------------------------------------------------------------------------- | --- | ------ |
| 1er avril | Theodore Bloomfield             | chef d'orchestre américain                                                       | ?   |        |
| 1er avril | Jean Degraeve                   | député français                                                                  | 87  |        |
| 1er avril | Gene Evans                      | acteur américain                                                                 | 75  |        |
| 1er avril | Henry George Glyde              | peintre canadien                                                                 | 91  |        |
| 1er avril | Robert Morlevat                 | homme politique français                                                         | 91  |        |
| 1er avril | Lucille Norman                  | actrice américaine                                                               | 76  |        |
| 1er avril | Bob Ogle                        | député canadien                                                                  | 75  |        |
| 1er avril | James T. Pyle                   | pionnier de l'aviation américaine                                                | 84  |        |
| 1er avril | Michel Roblin                   | historien français                                                               | 87  |        |
| 2 avril   | Joan Austin                     | joueuse de tennis britannique                                                    | 95  |        |
| 2 avril   | John Barish                     | historien du théâtre américain                                                   | 76  |        |
| 2 avril   | Jock Gaynor                     | acteur américain                                                                 | 78  |        |
| 2 avril   | Viktor Hug                      | pilote suisse                                                                    | 91  |        |
| 2 avril   | François de Lucy                | peintre québécois                                                                | 82  |        |
| 2 avril   | Evelyn Agnes Pepper             | infirmière canadienne                                                            | ?   |        |
| 2 avril   | Eberhard Rees                   | ingénieur allemand                                                               | 89  |        |
| 2 avril   | Jackie Sardou                   | actrice française                                                                | 78  |        |
| 2 avril   | Cliff White                     | guitariste américain                                                             | 77  |        |
| 3 avril   | Mary Cartwright                 | mathématicienne anglaise                                                         | 97  |        |
| 3 avril   | Louis Delarue                   | aumônier français                                                                | 85  |        |
| 3 avril   | Forrest Fickling                | romancier américain                                                              | 72  |        |
| 3 avril   | Caroline Fletcher               | plongeuse olympique américaine, médaillée de bronze aux jeux olympiques de Paris | ?   |        |
| 3 avril   | Elmer Iseler                    | chef de chœur canadien                                                           | 70  |        |
| 3 avril   | Annu Kobori                     | romancière japonaise                                                             | 88  |        |
| 3 avril   | Charles Lang                    | directeur de la photographie américain, Oscar en 1932                            | 96  |        |
| 3 avril   | Gerrit Jan van Ingen Schenau    | inventeur néerlandais                                                            | 53  |        |
| 3 avril   | Rolf Olsen                      | réalisateur, scénariste et acteur autrichien                                     | 78  |        |
| 3 avril   | Leslie Smart                    | designer graphique, typographe et affichiste canadien                            | 76  |        |
| 3 avril   | Alvin Tyler                     | saxophoniste et arrangeur américain                                              | 72  |        |
| 3 avril   | Wolf Vostell                    | artiste en art visuel allemand                                                   | 65  |        |
| 4 avril   | Kate Bosse-Griffiths            | égyptologue britannique                                                          | 87  |        |
| 4 avril   | Kay Hughes                      | actrice américaine                                                               | 84  |        |
| 4 avril   | Giwi Kartosija                  | lutteur soviétique, médaille d'or aux jeux olympiques de Melbourne               | ?   |        |
| 4 avril   | Pierre Lantier                  | compositeur français                                                             | ?   |        |
| 4 avril   | Ian Percival                    | homme politique britannique                                                      | 76  |        |
| 5 avril   | Jacqueline Beverina-Hereil      | résistante française                                                             | 85  |        |
| 5 avril   | Jean Boivin                     | acteur et chanteur québécois                                                     | 40  |        |
| 5 avril   | Roger D'Astous                  | architecte québécois                                                             | 73  |        |
| 5 avril   | Charles Frank                   | physicien britannique                                                            | 87  |        |
| 5 avril   | Jiro Kamishima                  | sociologue japonais                                                              | 79  |        |
| 5 avril   | James J. Leff                   | juge américain                                                                   | 77  |        |
| 5 avril   | André Moosmann                  | résistant et journaliste français                                                | 87  |        |
| 5 avril   | Herbert P. Powell               | général américain                                                                | 94  |        |
| 5 avril   | Sosefo Makapé Papilio           | sénateur de Wallis-et-Futuna                                                     | 69  |        |
| 5 avril   | Rob Pilatus                     | chanteur américain, membre du duo Milli Vanilli                                  | 32  |        |
| 5 avril   | Cozy Powell                     | batteur britannique                                                              | 50  |        |
| 6 avril   | Edgar Ablowich                  | athlète américain, médaillé d'or aux jeux olympiques de Los Angeles en 1932      | 84  |        |
| 6 avril   | Bob Cresse                      | scénariste américain                                                             | 61  |        |
| 6 avril   | Rudy Dhaenens                   | coureur cycliste belge                                                           | 37  |        |
| 6 avril   | Robert Lasch                    | journaliste américain, prix Pulitzer                                             | 91  |        |
| 6 avril   | Jean Laurac                     | journaliste québécois                                                            | 59  |        |
| 6 avril   | Jean-Paul de Rocca Serra        | député français                                                                  | 86  |        |
| 6 avril   | Wendy O. Williams               | chanteuse américaine                                                             | 48  |        |
| 6 avril   | John Wyatt                      | joueur de baseball américain                                                     | 66  |        |
| 6 avril   | Tammy Wynette                   | chanteuse de musique country américaine                                          | 55  |        |
| 7 avril   | Sylvester Del Corso             | général américain                                                                | 85  |        |
| 7 avril   | Vitali Galkov                   | canoëiste soviétique, médaillé de bronze aux jeux olympiques de 1968             | ?   |        |
| 7 avril   | Nick Auf der Maur               | journaliste québécois                                                            | 55  |        |
| 7 avril   | Yves Mourousi                   | journaliste français                                                             | 55  |        |
| 7 avril   | Jos De Saeger                   | homme politique belge                                                            | 86  |        |
| 7 avril   | Alex Schomburg                  | dessinateur américain                                                            | 92  |        |
| 7 avril   | Patrice Thierry                 | poète et éditeur français                                                        | 45  |        |
| 7 avril   | Carlos Vega                     | batteur américain                                                                | 41  |        |
| 7 avril   | Francis Kenneth lloyd           | médiateur d'art américain                                                        | 86  |        |
| 8 avril   | Patrick Adrien                  | coureur motocycliste belge                                                       | ?   |        |
| 8 avril   | Anatole Dauman                  | producteur français                                                              | 73  |        |
| 8 avril   | Lee Elias                       | dessinateur américain                                                            | 77  |        |
| 8 avril   | René Pierre Girard              | coureur automobile français                                                      | 47  | (fr)   |
| 8 avril   | Manuel Granados                 | romancier cubain                                                                 | ?   |        |
| 8 avril   | James Karnusian                 | pasteur arméno-suisse, écrivain et militant politique                            | 72  |        |
| 8 avril   | Pierre Lantier                  | pianiste français                                                                | 88  |        |
| 8 avril   | Robert Lasch                    | journaliste américain, prix Pulitzer en 1966                                     | ?   |        |
| 8 avril   | Pellos                          | dessinateur français                                                             | 98  |        |
| 8 avril   | Séraphim                        | primat de l'Église orthodoxe de Grèce                                            | 85  |        |
| 9 avril   | Tom Cora                        | violoniste américain                                                             | ?   |        |
| 9 avril   | Carl Perkins                    | chanteur de rock 'n' roll américain                                              | 65  |        |
| 9 avril   | Ronald Vernon Southcott         | naturaliste australien                                                           | ?   |        |
| 9 avril   | John Tate                       | boxeur américain                                                                 | 43  |        |
| 10 avril  | Alan Burgess                    | écrivain britannique                                                             | 83  |        |
| 10 avril  | Raimond Castaing                | physicien français                                                               | 76  |        |
| 10 avril  | Jean Chapot                     | réalisateur français                                                             | ?   |        |
| 10 avril  | Dieter Erler                    | footballeur est-allemand                                                         | 58  |        |
| 10 avril  | Zezé Moreira                    | joueur et entraîneur de football brésilien                                       | 90  | (es)   |
| 10 avril  | Nguyen Co Thach                 | homme politique vietnamien, ancien ministre des Affaires étrangères              | 75  |        |
| 11 avril  | François Crouzet                | journaliste français                                                             | 67  |        |
| 11 avril  | Francis Durbridge               | scénariste britannique                                                           | 85  |        |
| 11 avril  | Georges Houyvet                 | Footballeur international français.                                              | 92  |        |
| 11 avril  | Carlo Rossi                     | député canadien                                                                  | 72  |        |
| 11 avril  | Ivan Alexandrovitch Tcherepnine | compositeur américain                                                            | ?   |        |
| 12 avril  | André Bruyère                   | architecte français                                                              | 85  |        |
| 12 avril  | James B. Conkling               | président de Columbia Records                                                    | 83  |        |
| 12 avril  | Robert Ford                     | diplomate et poète canadien                                                      | 83  |        |
| 12 avril  | Gérard Locardi                  | peintre français                                                                 | 82  |        |
| 12 avril  | Peter Okee                      | footballeur ougandais                                                            | ?   |        |
| 12 avril  | Bruno Rodzik                    | footballeur français                                                             | 62  |        |
| 12 avril  | Charles Gald Sibley             | biologiste moléculaire et ornithologue américain                                 | 80  |        |
| 12 avril  | Marvin Eugene Wolfgang          | criminologue américain                                                           | 73  |        |
| 13 avril  | Isabel Dobell                   | curatrice du Musée des beaux-arts du Canada                                      | ?   |        |
| 13 avril  | Patrick de Gayardon             | parachutiste français                                                            | ?   |        |
| 13 avril  | Bahi Ladgham                    | Premier ministre tunisien                                                        | 85  |        |
| 13 avril  | Felip Mateu i Llopis            | numismate, historien et bibliothécaire valencien                                 | 96  |        |
| 13 avril  | Wishart Spence                  | ancien juge de la Cour suprême du Canada                                         | 94  |        |
| 14 avril  | Henri Contet                    | parolier français                                                                | 93  |        |
| 14 avril  | Robert Courtine                 | journaliste français                                                             | 87  |        |
| 14 avril  | Harry Lee                       | joueur de tennis britannique                                                     | 90  |        |
| 14 avril  | Ali Mendjeli                    | militaire et homme politique algérien                                            | 75  |        |
| 14 avril  | German Emilio Ornes             | journaliste et éditeur dominicain                                                | 78  |        |
| 14 avril  | Sandro Sequi                    | dramaturge italien                                                               | 65  |        |
| 14 avril  | Dorothy Squires                 | chanteuse britannique                                                            | 83  |        |
| 14 avril  | Maurice Stans                   | homme politique américain                                                        | 90  |        |
| 14 avril  | Marthinus (ou Martinus) Steyn   | avocat et administrateur général de la Namibie                                   | 78  |        |
| 14 avril  | Gérard Vandenberghe             | homme politique belge                                                            | 82  |        |
| 15 avril  | William Grosnevor Congdon       | peintre américain                                                                | 86  |        |
| 15 avril  | Ordway Hilton                   | expert de l'art visuel américain                                                 | 84  |        |
| 15 avril  | Rose Maddox                     | chanteuse de musique country américaine                                          | 71  |        |
| 15 avril  | Pol Pot                         | dictateur cambodgien                                                             | ?   |        |
| 15 avril  | Rebecca Rothenberg              | romancière américaine                                                            | 49  |        |
| 15 avril  | Shelley Smith                   | scénariste et auteur britannique de roman policier                               | 85  |        |
| 16 avril  | Djibo Bakary                    | président du Conseil nigérien                                                    | 77  |        |
| 16 avril  | Simon de la Brosse              | acteur français                                                                  | 32  |        |
| 16 avril  | Alberto Calderon                | mathématicien américain                                                          | 77  |        |
| 16 avril  | Fred Davis                      | joueur de snooker professionnel anglais                                          | 84  |        |
| 16 avril  | Linda McCartney                 | photographe britannique, épouse de Paul McCartney                                | 56  |        |
| 16 avril  | Marie-Louise Meilleur           | doyenne de l'humanité canadienne                                                 | 111 |        |
| 16 avril  | Ronald Graeme Millar            | dramaturge britannique                                                           | 78  |        |
| 17 avril  | Alberto Bovone                  | cardinal italien                                                                 | 75  |        |
| 18 avril  | François Daulte                 | historien de l'art suisse                                                        | 73  |        |
| 18 avril  | Ferenc Deák                     | joueur de football hongrois                                                      | 76  |        |
| 18 avril  | Nelson Gonzalves                | chanteur brésilien                                                               | 78  |        |
| 18 avril  | Terry Sanford                   | homme politique américain                                                        | 80  |        |
| 18 avril  | Linda Schele                    | mésoaméricaniste américaine spécialiste en épigraphie et iconographie maya       | 55  |        |
| 18 avril  | Mark Teevens                    | joueur de hockey sur glace canadien                                              | 31  |        |
| 19 avril  | Earl Bolick                     | chanteur de musique country américain                                            | ?   |        |
| 19 avril  | Gardner Dickinson               | golfeur américain                                                                | 70  |        |
| 19 avril  | Dennis Herbert Howell           | homme politique britannique                                                      | 74  |        |
| 19 avril  | Armand Jammot                   | journaliste français                                                             | 76  |        |
| 19 avril  | Sergio Roberto Vieira da Motta  | homme politique brésilien                                                        | 57  |        |
| 19 avril  | Virginia Moura                  | femme politique portugaise                                                       | 84  |        |
| 19 avril  | Octavio Paz                     | écrivain mexicain, prix Nobel de littérature                                     | 84  |        |
| 20 avril  | Roger Campion                   | journaliste Havrais                                                              | 72  |        |
| 20 avril  | Marcelle Hertzog-Cachin         | militante communiste française                                                   | 86  |        |
| 20 avril  | Yoshio Inaba                    | acteur japonais                                                                  | 67  |        |
| 20 avril  | Edwin Thompson Jaynes           | professeur américain de physique à l'université Washington à Saint-Louis         | 75  |        |
| 20 avril  | Maurice Werther                 | journaliste français                                                             | 77  |        |
| 21 avril  | Gilles Ivain                    | théoricien politique français et poète                                           | 65  |        |
| 21 avril  | Egill Jacobsen                  | peintre danois                                                                   | 86  |        |
| 21 avril  | Jean-François Lyotard           | philosophe français                                                              | 73  |        |
| 21 avril  | Luis Eduardo Magalhaes          | syndicaliste brésilien                                                           | 43  |        |
| 21 avril  | Gregory Munroe                  | acteur britannique                                                               | 44  |        |
| 21 avril  | Hubert Pasmore                  | pionnier de l'aviation canadien                                                  | ?   |        |
| 21 avril  | Irene Vernon                    | actrice américaine                                                               | ?   |        |
| 21 avril  | Helen Ward                      | chanteuse américaine                                                             | 82  |        |
| 22 avril  | Edward Brongersma               | juriste et homme politique néerlandais                                           | 86  |        |
| 22 avril  | Kitch Christie                  | joueur sud-africain de rugby à XV                                                | 58  |        |
| 22 avril  | Vadym Hetman                    | banquier, économiste et homme politique ukrainien                                | 62  |        |
| 22 avril  | Georges Paillard                | coureur cycliste français                                                        | 94  |        |
| 22 avril  | Régine Pernoud                  | historienne française                                                            | 87  |        |
| 22 avril  | Roger Petit                     | footballeur belge                                                                | 86  |        |
| 22 avril  | Murray Pezim                    | entrepreneur canadien                                                            | 77  |        |
| 22 avril  | Mgr Daniel Pézeril              | évêque français                                                                  | 87  |        |
| 22 avril  | Atison Ken Seiuli               | femme trans américaine                                                           | 21  |        |
| 22 avril  | Jimmy Skidmore                  | guitariste de jazz américain                                                     | 82  |        |
| 23 avril  | Mohamed Ben Ali                 | acteur tunisien                                                                  | 66  |        |
| 23 avril  | John M. Bell                    | agronome canadien                                                                | ?   |        |
| 23 avril  | Axel Grönberg                   | lutteur suédois                                                                  | ?   |        |
| 23 avril  | Tokuho Azuma IV                 | danseuse japonaise                                                               | 89  |        |
| 23 avril  | Catherine Langeais              | animatrice française                                                             | 74  |        |
| 23 avril  | Akira Oizumi                    | acteur japonais                                                                  | 73  |        |
| 23 avril  | Archimedes Patti                | officier militaire français                                                      | 84  |        |
| 23 avril  | James Earl Ray                  | criminel américain, assassin de Martin Luther King                               | 70  |        |
| 23 avril  | Gregor von Rezzori              | écrivain et acteur autrichien                                                    | 83  |        |
| 24 avril  | Jimbei Ando                     | écrivain japonais                                                                | 70  |        |
| 24 avril  | Constantin Caramanlis           | politicien grec                                                                  | 91  |        |
| 24 avril  | Dees DeBruyne                   | peintre belge                                                                    | 57  |        |
| 24 avril  | Mel Powell                      | pianiste de jazz américain                                                       | 75  |        |
| 24 avril  | Christiane Rochefort            | romancière française                                                             | 80  |        |
| 24 avril  | Leslie Stevens                  | dramaturge américain                                                             | 74  |        |
| 25 avril  | Néjib Khattab                   | animateur de télévision et de radio tunisien                                     | 44  |        |
| 25 avril  | Wright Morris                   | photographe, romancier, nouvelliste et essayiste américain                       | 88  |        |
| 25 avril  | Christian Mortensen             | supercentenaire américano-danois                                                 | 115 |        |
| 25 avril  | Jimmy Namaro                    | musicien canadien d'origine mexicaine                                            | ?   |        |
| 25 avril  | Don Petersen                    | dramaturge américain                                                             | 70  |        |
| 25 avril  | Stanley Bréhaut Ryerson         | historien canadien                                                               | 86  |        |
| 26 avril  | Gustave Barlot                  | soldat français, compagnon de la Libération                                      | 84  |        |
| 26 avril  | David Fasold                    | capitaine de marine marchande américain                                          | 59  |        |
| 26 avril  | Jacques Monfrin                 | philologue romaniste français                                                    | 74  |        |
| 26 avril  | Gabe Paul                       | industriel et homme d'affaires                                                   | 88  |        |
| 26 avril  | Tristan Solier                  | photographe suisse                                                               | ?   |        |
| 27 avril  | Dominique Aury                  | écrivain français                                                                | 90  |        |
| 27 avril  | John Bassett                    | pionnier de la télévision au Canada                                              | 82  |        |
| 27 avril  | Carlos Castaneda                | anthropologue américain                                                          | 72  |        |
| 27 avril  | Liu Chi-hsiang                  | peintre taïwanais                                                                | 88  |        |
| 27 avril  | Mgr Juan José Gerardi Conedera  | évêque guatémaltèque                                                             | 75  |        |
| 27 avril  | Nguyen Van Linh                 | homme politique vietnamien                                                       | 82  |        |
| 27 avril  | Louis Peterson                  | dramaturge américain                                                             | 76  |        |
| 28 avril  | Jerome Bixby                    | romancier américain                                                              | 75  |        |
| 28 avril  | Tong Louie                      | entrepreneur canadien                                                            | ?   |        |
| 28 avril  | Reed Clark Rollins              | botaniste américain                                                              | 86  |        |
| 28 avril  | Marina Scriabine                | musicologue française                                                            | ?   |        |
| 29 avril  | Samuel Cummings                 | armateur américain                                                               | 71  |        |
| 29 avril  | Harold George Devine            | boxeur américain, médaillé de bronze aux jeux olympiques d'Amsterdam             | ?   |        |
| 29 avril  | Hal Laycoe                      | joueur de hockey sur glace canadien                                              | 75  |        |
| 29 avril  | Thupten Ngodup                  | Tibétain qui s’est immolé par le feu                                             | 60  |        |
| 30 avril  | Teddy Bilis                     | acteur français                                                                  | 84  |        |
| 30 avril  | Robert Dubuc                    | criminel québécois, membre des Hells Angels                                      | 37  |        |
| 30 avril  | Nizar Qabbani                   | poète britannique d'origine syrienne                                             | 75  |        |
| 30 avril  | Jopie Selbach                   | nageuse néerlandaise                                                             | 79  |        |